# Jitzhar
Jitzhar (hebräisch: יִצְהָר, deutsch: frischgepresstes Olivenöl) ist eine israelische Siedlung im nördlichen Westjordanland. Die Siedlung wurde 1984 gegründet und gehört zur Regionalverwaltung Schomron. Sie wurde nach einem althebräisch-bilbischen Wort für Olivenöl benannt.
Die internationale Gemeinschaft betrachtet Jitzhar, wie alle israelischen Siedlungen in den seit 1967 besetzten Gebieten, gemäß dem Völkerrecht als illegal. Israel bestreitet dies.

## Lage
Jitzhar liegt östlich der israelischen Sperranlage, rund 6 Kilometer südlich von Nablus und 7,5 Kilometer nordöstlich von Ariel. Die Siedlung liegt nahe der Landstraße 60, die das Westjordanland in Nord-Süd-Richtung durchquert, auf einem Hügel, der von einer Reihe an palästinensischen Ortschaften (Madama, Asira al-Qibliya, Urif, Einabus, Huwara und Burin) umgeben ist. Nahe der Siedlung befindet sich eine Reihe zur Siedlung gehörender Außenposten.

## Israelisch-Palästinensischer Konflikt
In und um Jitzhar kommt es immer wieder zu gewaltsamen Auseinandersetzungen zwischen Palästinensern, israelischen Siedlern und Soldaten. Die Einwohner Jitzhars werden einem besonders radikalem Teil der Siedlerbewegung zugerechnet und die Siedlung gilt als Epizentrum der sogenannten „Preisschild-Attacken“. Bei solchen Attacken werden unbeteiligte palästinensische Zivilisten und ihr Eigentum (Häuser, Autos, Felder usw.) als Reaktion auf palästinensische Gewalt oder gegen die Siedlungen gerichtete Maßnahmen israelischer Behörden angegriffen.
Auch von palästinensischer Seite kam es mehrfach zu teils tödlichen Angriffen auf die Siedler:
- Am 5. August 1998 wurden zwei Siedler erschossen, als sie sich auf Patrouille nahe der Siedlung befanden.[3] Bei dem darauffolgenden Trauerzug, der von Jerusalem durch das Westjordanland führte, kündigten Siedler eine Expansion der Siedlung an. Die Ankündigung wurde von Ministerpräsident Netanjahu unterstützt.[4]
- Am 13. September 2008 drang ein Palästinenser in den Außenposten Shalhevet ein und setzte ein Gebäude in Brand. Ein 9-jähriges Kind, welches die Brandstiftung bemerkte und Hilfe holen wollte, griff der palästinensische Angreifer mit einem Messer an und verletzte es leicht. Als Reaktion auf den Vorfall stürmten Dutzende Siedler aus Jitzhar das Dorf Asira al-Qibliya, beschädigten Autos und Fensterscheiben, schossen mit scharfer Munition um sich und verletzten acht palästinensische Bewohner des Dorfes.[5] Eine Woche später wurde ein 14-jähriger Palästinenser erschossen, als er sich auf dem Weg zur Siedlung machte, um einen Molotowcocktail auf die Siedlung zu werfen. Später teilte die Polizei mit, bei dem getöteten Angreifer handele es sich um denjenigen, der bereits eine Woche zuvor für die Brandstiftung und den Messerangriff verantwortlich war.[6]